# Titkos küldetés (televíziós sorozat, 1993)
A Titkos küldetés (Mission Top Secret) egy ausztrál-francia-lengyel ifjúsági filmsorozat, ami 1993 és 1995 között két évadon át futott. Magyarországon a sorozat 24 epizódos első évadja volt látható 1997-ben és 1998-ban a TV-2 majd az MTV 1 csatornákon.
Ugyanezzel az eredeti címmel készült egy 100 perc hosszúságú bevezető tévéfilm is, még 1990-ben. Érdekessége, hogy 4 részre osztották, az első rész címe pedig The Eyes of Solomon alcímet viselte. Legkorábban csak 1991-ben került képernyőkre, hazánkba azonban soha nem jutott el.

## Történet
A történet középpontjában az úgynevezett Centauri Hálózat áll, amihez a világ különböző országaiból származó gyerekek csatlakoztak. Küldetésük a bűnözők kézre kerítése és izgalmas rejtélyek megoldása, céljuk eléréséhez pedig a legmodernebb eszközök is rendelkezésükre állnak.
A hálózat a nevét az Alfa Centauri csillagrendszerről kapta, ugyanis az összeköttetést biztosító három éve leselejtezett amerikai telekommunikációs szatellitnek ebben a pozícióban kell tartózkodnia ahhoz, hogy az összeköttetés létre jöhessen. 

### 1. évad
A feltaláló Sir Joshua Cranberry asszisztensének lánya Jemma éppen nekilát a házifeladatának, amikor egy óvatlan mozdulat hatására a számítógépe csatlakozik egy már nem használt műholdhoz. Hamar rájön, hogy így képessé vált távoli országokban élő gyerekekkel audio-vizuális kapcsolatot fenntartani. A hálózathoz eleinte legtöbben számítógéppel csatlakoznak, később azonban már egy hordozható kommunikátort használnak, aminek tudása a mai modern okostelefonokéhoz hasonlítható.
Jemma mellé nem sokkal később megérkeznek az elárvult Wiggins testvérek, Sir Joshua unokahúga Victoria és unokaöccse Albert. Ők együtt veszik fel a harcot a testvérpárt üldöző Neville Savage ellen, aki később a Centauri Hálózatot is fel akarja számolni.

### 2. évad
A második évad Neville Savage börtönből való szökésével kezdődik és egyből a brit koronaékszerek elrablásával folytatódik. Savage szerencséje az évad végére elhagyja és azzal szembesül hogy semmije sem maradt. Elérkezett az ideje, hogy a Centauri Hálózat újabb tagjai végre örökre kivonják a forgalomból a sorozat fő gonosztevőjét. A már jól ismert tagok mellé újonnan csatlakoznak a Fowler testvérek is, akik házvezetőnőként dolgozó édesanyjukkal együtt kerültek a Cranberry házhoz.

## Szereplők
| Főszereplők       | Karakterek           | Feltűnt              |
| ----------------- | -------------------- | -------------------- |
| Jennifer Hardy    | Victoria Wiggins     | 1. évad              |
| Andrew Shephard   | Albert Wiggins       | 1. évad              |
| Deanna Burgess    | Jemma Snipe          | 1. évad              |
| Rossi Kotsis      | Spike Baxter         | 1-2. évad            |
| Frederick Parslow | Sir Joshua Cranberry | 1-2. évad            |
| Shane Briant      | Neville Savage       | 1-2. évad + tévéfilm |
| Troy Carlson      | Hacker               | 1-2. évad            |
| Emma Jane Fowler  | Sandy Weston         | 1-2. évad            |
| Jamie Croft       | David Fowler         | 2. évad              |
| Lauren Hewett     | Kat Fowler           | 2. évad              |

## Epizódok
Az összesen 48 epizód 12 különálló történetet mesél el, és mindegyikre 4 epizód jut. Minden epizód nagyjából 25 perc hosszúságú. Magyarországon ilyen formátumban került bemutatásra a sorozat, de voltak országok, ahol 85 perces játékidővel került képernyőre egy-egy történet. Így az első és második évad is 6 epizódból állt, ami nem volt felosztva 24 darab 25 perces részre. (Az alábbi felsorolásban zárójelben lettek jelölve a 24 részes felosztás szerinti epizód számok.)

### 1. évad
- The Falling Star (1.01 - 1.04)
- The Eagles from the East (1.05 - 1.08)
- The Mona Lisa Mix-Up (1.09 - 1.12)
- The Treasure Of Cala Figuera (1.13 - 1.16)
- The Polish Pony Puzzle (1.17 - 1.20)
- The Flight Of The Golden Goose (1.21 - 1.24)

### 2. évad
- The Crown Jewels Are Missing (2.01 - 2.04)
- The Return Of The Dinosaur (2.05 - 2.08)
- The Golden Voice (2.09 - 2.12)
- The Treasure Of Elephant Ridge (2.13 - 2.16)
- The Black Pearl (2.17 - 2.20)
- The Toymaker (2.21 - 2.24)

## Érdekességek
A Titkos küldetés és a Mágusok című sorozatok képi és zenei világa nagyban hasonlít egymásra. Míg előbbi sorozatban csak íróként volt jelen Mark Shirrefs és John Thomson, addig az utóbbit már közösen találták ki és írták meg. Emellett közös a zeneszerző is Ian Davidson személyében, valamint egyes színészek is felbukkannak különböző szerepekben a két sorozatban.
- A bevezető tévéfilmben szereplő Brian Rooney később a Mágusok első évadjában tűnik fel.
- Az első évad 19. részében feltűnő Andrzej Grabarczyk szintén a Mágusok első évadjában szerepel.
- A második évadban főszereplő Lauren Hewett a Mágusok című sorozat második szériájában is főszerepelt.
- A The Polish Pony Puzzle című történet bizonyos helyszínei a Mágusok első évadjában is feltűnnek.
- Az interneten több helyen is "A titkos küldetés" címet használják a sorozat magyar címeként, viszont a korabeli műsorújságokban csupán "Titkos küldetés" címmel szerepel.
- A hordozható kommunikátor, amit az első évadban használtak a gyerek, az valójában egy módosított Sharp IQ-7000 típusú elektronikus határidőnapló volt.[3]
- 2016-ban a sorozat első évadja Németországban megjelent DVD-n a FremantleMedia International engedélyével és a Studio Hamburg enterprises jóvoltából.